# Szaposznikowo (rejon rylski)
Szaposznikowo (ros. Шапошниково) – wieś (ros. деревня, trb. dieriewnia) w zachodniej Rosji, w sielsowiecie niekrasowskim rejonu rylskiego w obwodzie kurskim.

## Geografia
Miejscowość położona jest nad rzeką Kamienka, 10 km od centrum administracyjnego sielsowietu niekrasowskiego (Niekrasowo), 9,5 km od centrum administracyjnego rejonu (Rylsk), 114 km od Kurska.
W granicach miejscowości znajdują się 23 posesje.

## Demografia
W 2010 r. miejscowość zamieszkiwało 19 osób.